# Colom bronzat arlequí
El colom bronzat arlequí (Phaps histrionica) és una espècie d'ocell de la família dels colúmbids (Columbidae) que habita les planures àrides d'Austràlia, principalment a la meitat septentrional.